# Катеринославські маршалки шляхти
У списку наведені маршалки дворянства Катеринославської губернії.

## Катеринославські маршалки дворянства
| Обійняв посаду | Залишив посаду | Ім'я                            | Чин                                                        |
| -------------- | -------------- | ------------------------------- | ---------------------------------------------------------- |
| 1785           | 1787           | Лалош Костянтин Миколайович     | бригадир                                                   |
| 1787           | 1793           | Капніст Микола Васильович       | колезький радник                                           |
| 1793           | 1797           | Комбурлей Михайло Іванович      | полковник                                                  |
| 1797           | 1799           | Шляхтин Михайло Васильович      | статський радник                                           |
| 1799           | 1804           | Струков Ананій Петрович         | колезький радник                                           |
| 1804           | 1805           | Шостак Василь Ілліч             | виконувач обов'язків, надвірний радник                     |
| 1805           | 1808           | Штерич Петро Іванович           | статський радник                                           |
| 1808           | 1829           | Алексєєв Дмитро Іларіонович     | колезький радник, дійсний статський радник                 |
| 1829           | 1838           | Герсеванов Борис Єгорович       | колезький радник                                           |
| 12.02.1838     | 1851           | Франк Федір Єрмолайович         | статський радник, барон                                    |
| 11.04.1851     | 10.03.1857     | Шабельський Катон Павлович      | полковник, дійсний статський радник                        |
| 19.03.1857     | 13.11.1859     | Нечаєв Гліб Васильович          | виконувач обов'язків, надвійрний радник                    |
| 13.11.1859     | 21.12.1862     | Миклашевський Андрій Михайлович | дійсний статський радник                                   |
| 21.12.1862     | 30.10.1864     | Шабельський Катон Павлович      | камергер, дійсний статський радник                         |
| 30.10.1864     | 15.10.1865     | Милорадович Микола Дмитрович    | виконувач обов'язків, штабс-капітан                        |
| 22.10.1865     | 22.09.1874     | Струков Петро Ананійович        | генерал-майор у відставці                                  |
| 19.10.1874     | 22.05.1886     | Алексєєв Георгій Петрович       | камергер, гофмейстер (з 1885 р.), дійсний статський радник |
| 13.11.1886     | 14.02.1902     | Струков Ананій Петрович         | гофмейстер, дійсний статський радник                       |
| 21.02.1902     | 3.03.1908      | Миклашевський Михайло Ілліч     | камергер, дійсний статський радник                         |
| 3.03.1908      | 1917           | Урусов Микола Петрович          | дійсний статський радник, шталмейстер                      |